# Municipio de Good Hope (condado de Norman)
El municipio de Good Hope (en inglés: Good Hope Township) es un municipio ubicado en el condado de Norman en el estado estadounidense de Minnesota. En el año 2010 tenía una población de 43 habitantes y una densidad poblacional de 0,46 personas por km².

## Geografía
El municipio de Good Hope se encuentra ubicado en las coordenadas 47°27′20″N 96°38′40″O / 47.45556, -96.64444. Según la Oficina del Censo de los Estados Unidos, el municipio tiene una superficie total de 93.61 km², de la cual 93,61 km² corresponden a tierra firme y (0 %) 0 km² es agua.

## Demografía
Según el censo de 2010, había 43 personas residiendo en el municipio de Good Hope. La densidad de población era de 0,46 hab./km². De los 43 habitantes, el municipio de Good Hope estaba compuesto por el 100 % blancos. Del total de la población el 0 % eran hispanos o latinos de cualquier raza.